# 虞鳳娘
虞凤娘，明朝女性人物，义乌（今浙江省义乌市）人。
她的姐姐嫁给徐明辉之后去世，徐明辉听说虞凤娘贤惠，恳求其父想要聘娶凤娘为继室。虞凤娘得知，哭着对父母说：“兄弟从来没有同一个妻子的，姊妹也应该如此。”父亲坚决不听，虞凤娘绝口不言，自缢而死。